# Goldhoorn
Goldhoorn is een gehucht in de gemeente Oldambt, in de provincie Groningen (Nederland). Het ligt ten westen van Finsterwolde, halverwege Oostwold.  De naam Goldhoorn is waarschijnlijk afgeleid van gold = goud en horn = hoek, wat zou betekenen zeer goede grond. 

## Geschiedenis
In de buurt van het huidige gehucht heeft in de middeleeuwen een commanderij (klooster) van de Johannieter Orde gestaan. De commanderij wordt voor het eerst gemeld in schriftelijke bronnen in 1319, maar is waarschijnlijk (veel) eerder gesticht. Het ordehuis Fynserwald viel onder de commanderij van Steinfurt. In 1424 werd het grondbezit van het klooster belangrijk uitgebreid met een groot landgoed in Heiselhusen. De schenking werd gedaan door de hoofdeling Brunger (II) van Locquard. Waarom deze bezittingen aan het ver weg gelegen Goldhoorn werden geschonken is niet duidelijk. In 1446 waren de tegenstellingen tussen Goldhoorn en Heiselhusen zo groot geworden, dat besloten werd dat Heiselhusen een zelfstandig klooster werd. Het voorwerk in Heiselhusen was al vele malen groter geworden dan Goldhoorn en groeide nog steeds, in tegenstelling tot Goldhoorn. Tussen 1454 en 1494 is de zelfstandigheid van de commanderij Goldhoorn opgeheven en werd het een voorwerk van Oosterwierum. Een verlaten dorp Gothorne wordt genoemd in een parochielijst van het bisdom Münster van omstreeks 1475, maar een soortgelijke lijst uit 1498 spreekt over Dat Clooster tho Golthorn.
Op de kaart Frisia Orientalis uit 1592, vervaardigd door Johannes Florianus, wordt de zijarm van de Dollard ter hoogte van Midwolda Golthorne genoemd. Florianus heeft deze naam overgenomen van de weinig betrouwbare Dollardkaart van Jacob van der Meersch uit 1574, waar hier een verdronken nederzetting Golthorn was getekend. Op andere kaarten is deze naam voor de zeearm niet te vinden.
Goldhoorn viel net binnen de nooddijk van 1454, die liep van de Punt van Reide naar Finsterwolde. Het heeft geleden onder de overstromingen van de Dollard, maar mogelijk pas na 1509. In 1540 wordt gemeld dat het voorwerk of grangia in Galkohren wegens de overstromingen weinig meer opbracht. Omstreeks 1560 is de voormalige commanderij verkocht. Niet lang daarna blijken de landerijen in het bezit te zijn geraakt van de Groningse oud-burgemeester dr. Johan Sickinghe, eerder ambtman van de beide Oldambten. Sickinghe was sinds 1560 eigenaar van de Warffumborg te Warffum. In Finsterwolde bedreef hij onder meer een of twee tichelwerken. De edelman sloot in 1574 een overeenkomst met het kerspel Oostwold om gezamenlijk de monding van de Oude Ae af te dammen met een dijkje van ruim een meter hoog. Het grootste tichelwerk stond vermoedelijk buitendijks en heeft tot omstreeks 1700 bestaan.
Dollardklei is ten noorden van Goldhoorn ruimschoots aanwezig, evenals in het gebied ten zuiden ervan, in Meerland (tegenwoordig beter bekend van het Blauwestad-project. Waarschijnlijk is het Dollardwater via de Oude Ae binnengekomen. Het gebied ten noorden van Goldhoorn werd in een aantal fasen weer ingepolderd: de Oostwolderpolder in 1769 en de Finsterwolderpolder in 1819.
De landerijen van de commanderij bevonden zich vermoedelijk in de brede landpunt tussen de kerspelen Oostwold en Finsterwolde, waar twee grote boerderijen stonden, beide vallend onder het kerspel Oostwold. Het bedrijf Goldhoorn 33 te Oostwold (Rijlaarsdam) werd vanouds de plaatze Golthoorn genoemd. In een bosperceel schuin aan de overkant van de weg bevindt zich op de archeologische kaart een overslibde nederzetting. Deze plek is op een kaart uit 1638 als Golt hooren gemarkeerd.

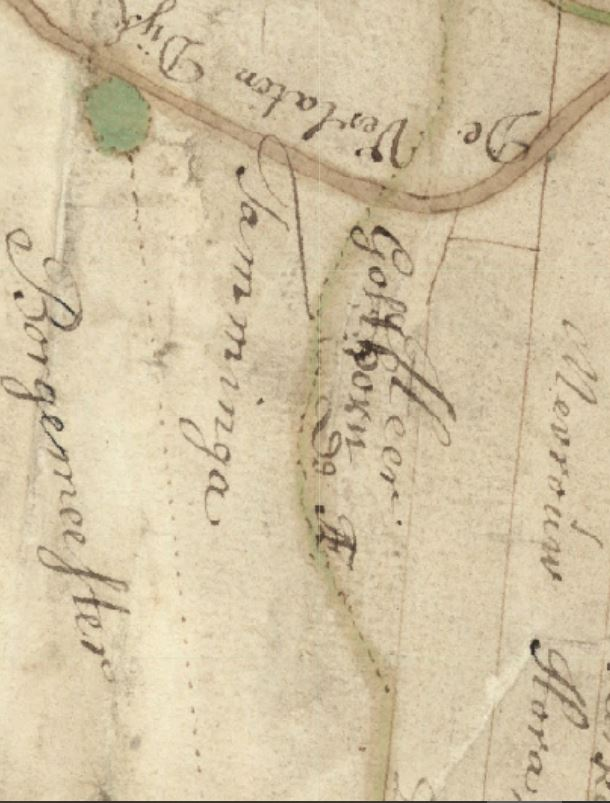
De naam Golthorn in een bocht van de Ae op een landmeterskaart uit 1706. De landpunt waarin de restanten het klooster waren gelegen wordt aan de noordkant begrensd door de weg naar Oostwold, die als "de verlaten dijk" wordt gekenschetst en waar tegenaan een doorbraakkolk is getekend (Groninger Archieven 619, inv,no. 947).

Direct ten oosten van de boerderij Goldhoorn 14 te Oostwold (Mensinga) zijn op luchtfoto's mogelijk enkele sporen van het klooster te zien. Volgens een kaart uit 1706 bevond het klooster zich in een bocht van de Oude Ae die later is rechtgetrokken. De provinciekaart van Theodorus Beckeringh uit 1781 tekent in deze omgeving een toegangslaantje met enige bebouwing.
Achter de betreffende boerderij bevonden zich verder enkele kleiputten, waar vanouds potklei werd gegraven. Al in de zestiende eeuw werd deze grondstof verkocht aan pottenbakkers in Emden. Omstreeks 1620 bakte men in Finsterwolde harde klinkers die onder andere voor sluisbouw werden gebruikt. In de Franse tijd werd deze klei geëxporteerd naar Holland voor het fabriceren van Goudse pijpen, omdat de klei uit de omgeving van Wittmund in Oost-Friesland die hier gewoonlijk voor werd gebruikt vanwege de oorlog niet beschikbaar was.
De naam 'Goldhoorn' is later overgegaan op het derde boerenbedrijf, namelijk Goldhoorn 33 te Finsterwolde (Huisman). Het voorhuis van deze imposante boerderij dateert uit 1857. Twee jaar daarvoor is al sprake van "eene aanzienlijke boerenplaats ... dien deze naam voert" en ook topografische kaarten plaatsen hier voortaan het gehucht Goldhoorn.

## Naam
Goldhoorn is ook de naam van een boerderij aan de Zeerijperweg onder Loppersum, ten oosten van Westeremden.